# لاینا آلبا
لاینا آلبا (کلمه ای لاتین به معنای خط سفید) در دندانپزشکی، یک خط افقی کشیده در سطح داخلی گونه و در امتداد پلن جویدن است. معمولاً از گوشه های لب تا دندان های خلفی امتداد می یابد. معمولاً یافته شایعی است و با فشار نیروهای جویدنی یا تروما مرتبط است. معمولاً در کسانی که تنباکوی جویدنی استفاده می کنند نیز دیده می شود و ممکن است با سایر ضایعاتی که در این افراد رخ می دهد اشتباه شود. 

## ملاحظات بالینی
- معمولاً به صورت دوطرفه ایجاد می شود
- محدود به نداحی بادندانی است.
- فاقد هرگونه علایم بالینی است. برآمده است. سفید رنگ است. در سطح خط اکلوزال دندانی است.

## درمان
نیازی به درمان ندارد.

## همچنین نگاه کنید
مورسیکاتیو باکاروم